# Олексієнко Олена Олексіївна
Олена Олексіївна Олексієнко (нар. 17 листопада 1969, Владиславка) — українська художниця.

## Біографія
Народилася 17 листопада 1969 року в селі Владиславці, Миронівського району, Київської області. Батько — інженер, мати — вчителька. У 1977—1985 рр. вчилася у Владиславській школі. Потім у 1985—1989 рр. — у Київському технікумі електронних приладів.
Розпочала малювати після народження другої дитини.
Її картини експонувалися в галереї «Глобус» в Словаччині. У 2002 році вона була першою серед художинків-аматорів Київської області. А в 2005-му отримала обласну нагороду «За творчі досягнення» серед молодих художників.
Роботи Олени Олексієнко є в приватних колекціях в Україні, Росії, Білорусі, Марокко, Ірландії. Ними прикрашені офіси депутатів, стіни Національної бібліотеки України.

## Творчий доробок
Творчий доробок художниці включає десятки картин, де переважають пейзажі, фантазії. Зокрема, її картини виставлені у Київській галереї (http://kievgallery.com.ua/), де її творчість характеризується так: «Тонкі ліричні пейзажі художниця пише на інтуїтивному рівні, з належною майстерністю і витонченою технікою письма».